# Greenbush (Minnesota)
Greenbush è una città degli Stati Uniti d'America, situata in Minnesota, nella contea di Roseau.